# 포르쉐 카레라 GT

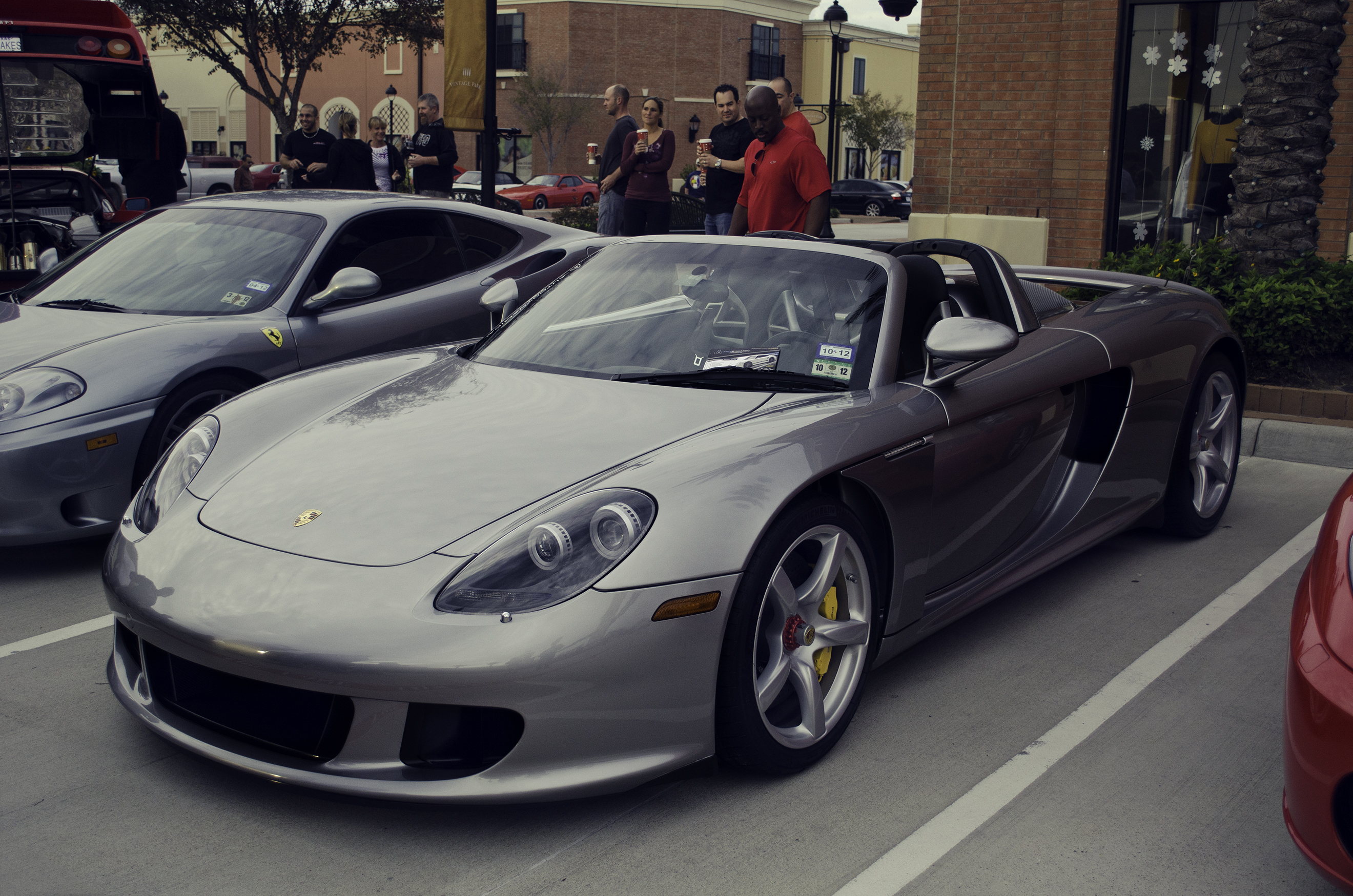
포르쉐 카레라 GT 정측면

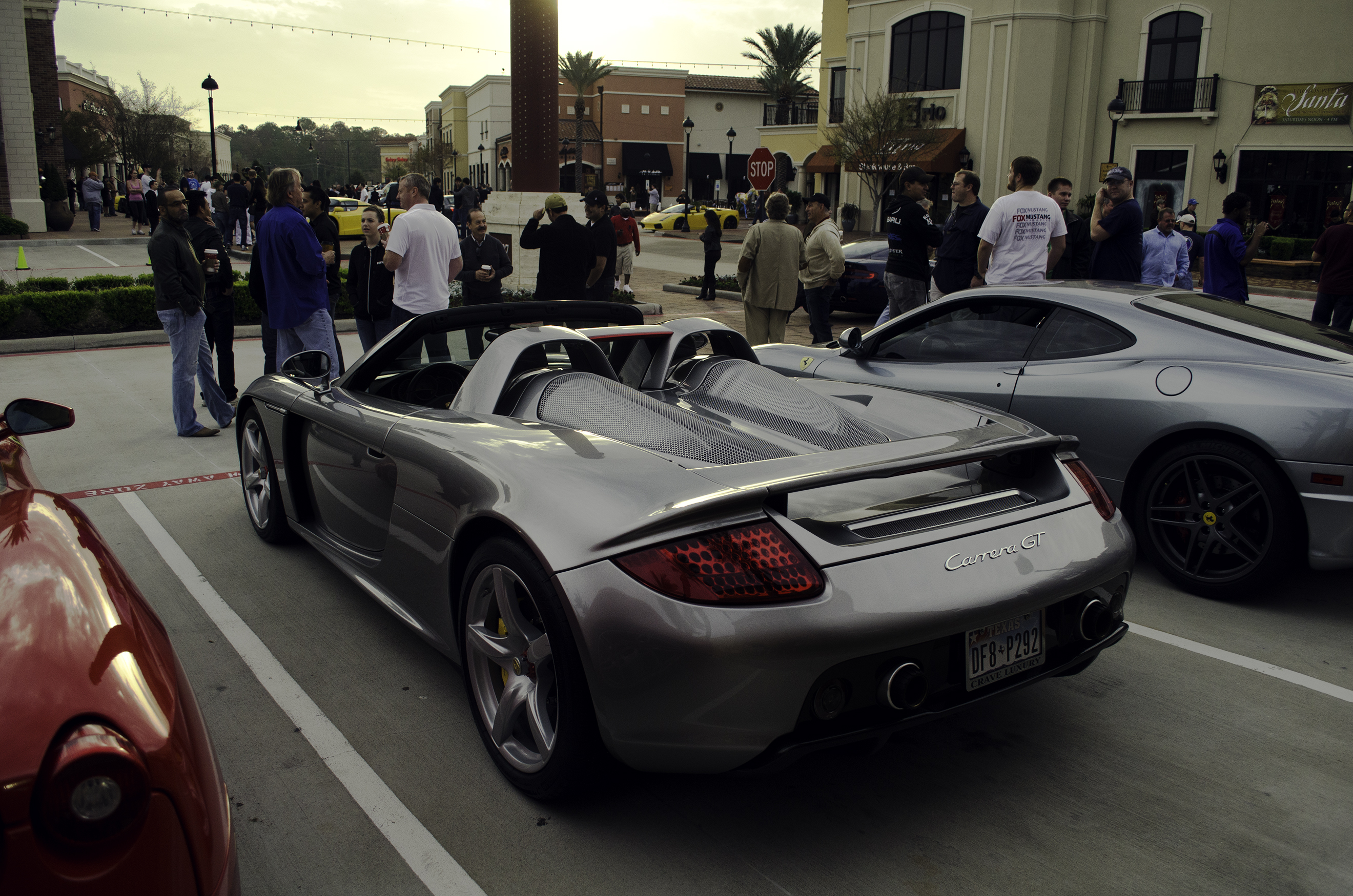
포르쉐 카레라 GT 후측면

포르쉐 카레라 GT(영어: Porsche Carrera GT)는 포르쉐가 만든 한정판 미드십 슈퍼카로, 현존하는 포르쉐 차종 중 가장 강력하다고 평가받고 있으며 람보르기니의 V10 5.5L 엔진을 개량하여 만든 V10 5.7L 자연흡기 엔진을 장착했다. 2000년에 개최된 파리 모터쇼에서 프로토타입으로 선보였고, 2003년에 개최된 제네바 모터쇼에서 양산형을 공개하였다. 2004년 1월 31일부터 미국에서의 판매를 시작으로, 2006년까지 약 1,270대가 한정 생산되었다. 카본 파이버를 서브 프레임과 차체에 적용했고, 포르쉐가 개발한 브레이크인 PCCB(Porsche Ceramic Composite Brakes)가 적용되었다. 6단 수동변속기의 클러치 역시 레이싱용 건식 카본 클러치에 내구성을 높이기 위하여 세라믹 재질을 혼합한 PCCC(Porsche Ceramic Composite Clutch)가 적용되었다. 이 클러치는 고성능이나 다른 차량에 적용된 클러치보다 크기가 작다는 이점이 있다. V10 5.7L 엔진은 8,000 RPM에서 612마력을 내며, 최고 시속은 347km/h, 제로백은 3.6초이다. 알루미늄 휠은 최초로 마그네슘 합금이 적용되었으며, 미드쉽 엔진 배치에 후륜구동 형태이다. 2006년에 미국의 안전 법규가 개정되면서 에어백 기준을 만족하지 못해 2007년에 후속 차종 없이 단종되었으며, 2013년에 하이브리드 슈퍼카인 918 스파이더가 카레라 GT의 빈자리를 채웠다. 대한민국에는 2004년 5월에 선보여 약 8억 8,000만원에 팔렸다. 미국의 영화 배우 폴 워커가 2013년 11월 30일 친구이자 프로 레이서인 로저 로다스와 함께 카레라 GT로 필리핀 태풍 참사에 힘을 보태기 위한 자선 행사에 참석하고 돌아가던 중 사고를 당해 사망한 사실이 알려져 안타까움을 주고 있다. 당시 폴 워커는 조수석에 앉아 있었으며, 현지 시간으로 오후 3시 30분경 알 수 없는 이유로 해당 차량이 통제 불능에 빠지며 가로수와 충돌한 뒤, 화염에 휩싸여 미처 빠져나오지 못하고 현장에서 즉사했다.